# CEREC
CEREC (от англ. Chairside Economical Restorations of Esthetic Ceramic, аппарат для экономичной и эстетичной керамической реставрации) — комплекс из технологии, оборудования и материалов для изготовления зубных микропротезов (вкладок, виниров, коронок), шлифуемых из керамических блоков с применением специализированной CAD/CAM системы. Разработан в университете Цюриха.

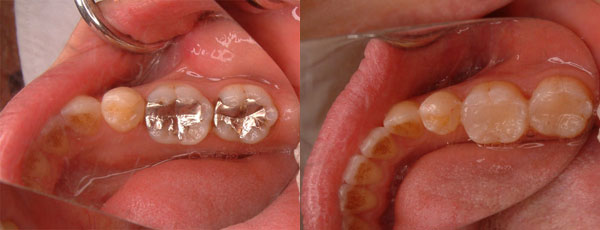

Протезирование с использованием CEREC осуществляется за один сеанс. Одонтопрепарирование (подготовка зубов к реставрации) ничем не отличается от обычных методик. Потом компактным сканирующим устройством создаётся трёхмерная компьютерная модель подготовленной к протезированию полости и окружающих тканей. Следующим шагом стоматолог в рамках модели челюсти формирует модель керамического протеза. Затем выбирает заготовку подходящего цвета и размера, имеющую форму параллелепипеда, помещает в подключенный к компьютеру шлифовальный автомат, после чего данный автомат парой ротационных штифтовых насадок с рабочей частью на основе алмазной крошки вырезает протез. Через 10-20 минут протез готов, и можно приступать к его примерке и фиксации.
Сканирующее устройство — это компактная ручная оптическая видеокамера, совмещённая с проектором лазерной сетки, по изображению которой компьютер определяет геометрию полости. Новая технология сканирования полости рта предотвращает наличие бликов, поэтому сразу после подготовки зубов к протезированию (обточки), врач начинает сканирование — предварительная подготовка полости рта не требуется.
Сканирующее устройство считывает информацию о форме полости и её отношении к окружающим тканям. Делаются как снимки самой полости, так и снимки поверхности зубов-антагонистов и боковой снимок сомкнутых челюстей для уточнения расположения антагонистов относительно реставрируемой области. Этот этап носит название «регистрация оптического оттиска». Полученные отдельными снимками модели полуавтоматически совмещаются.
Система проецирует изображение полости и окружающих тканей на монитор, что позволяет врачу или его ассистенту использовать CAD-часть системы для создания дизайна реставрации. После завершения дизайна реставрации стоматолог запускает шлифовальный модуль (CAM-часть системы), который вытачивает реставрацию из блоков высококачественной керамики за считанные минуты. Реставрация, извлекаемая из шлифовального модуля, готова к проверке конструкции и фиксации.
Система CAD/CAM CEREC 3 обладает способностью проведения виртуальной артикуляции и учётом её данных для проектирования окклюзионной поверхности протеза. Она может экстраполировать существующие контуры ниже межповерхностного края к центральной фиссуре, а может достроить поверхность до уровня отсканированного прикусного шаблона. Ориентирами для конструирования окклюзионной поверхности также могут служить рядом стоящие зубы, особенно их края и высота бугров. Система также может воспроизвести прежние контуры зуба (до его препарирования), если они были признаны удовлетворительными и отсканированы.

## Преимущества
- Обеспечение максимального соответствия поверхностей протеза окружающим его тканям и зубам.
- Возможность полирования всех наружных поверхностей, в том числе и апроксимальных, до фиксации вкладки.
- Экономия времени.
- Благодаря малому времени производства реставрации не происходит нарушений в дентине и остальных тканях зуба, что само по себе является большим преимуществом.
- Заготовка, из которой вытачивается протез, изготовлена фабричным путём из высококачественной керамики, что позволяет добиваться оптимальной прочности и твёрдости реставрации, близкой к эмали зуба.
- При использовании CEREC пациентам не требуется культевая вкладка, благодаря точнейшему прилеганию реставрации к зубу.